# 33850 Mohammadsaki
33850 Mohammadsaki este o planetă minoră (asteroid), cu un diametru de 2,404 km, din centura de asteroizi. A fost descoperită pe 24 aprilie 2000 la Stația Anderson Mesa de Lowell Observatory Near-Earth-Object Search. 
Obiectul prezintă o orbită caracterizată de o semiaxă mare de 2,3536233 UAi, o excentricitate de 0,24, o înclinație de 13,7285 ° în raport cu ecliptica.